# Persoonia rufiflora
Persoonia rufiflora är en tvåhjärtbladig växtart som beskrevs av Meissn.. Persoonia rufiflora ingår i släktet Persoonia och familjen Proteaceae. Inga underarter finns listade i Catalogue of Life.